# Joseph Knight
Joseph Knight (Brindle, 7 ottobre 1778 – 20 luglio 1855) è stato un botanico inglese, capo giardiniere di George Hibbert.
Fu uno dei primi in Inghilterra a propagare le Proteaceae. Egli è ricordato come l'autore nominale di una pubblicazione che ha causato una delle più grandi controversie del XIX secolo nella botanica inglese.

## Biografia
Divenne capo giardiniere di George Hibbert, un entusiasta botanico dilettante che coltivò la mania per la coltivazione delle Proteaceae, e conseguentemente Knight divenne abile nella loro coltivazione e propagazione, tanto che in seguito iniziò a scrivere un libro sulla loro coltivazione, poi pubblicato nel 1809 con il titolo On the cultivation of the plants belonging to the natural order of Proteeae. Nonostante il titolo, questo libro conteneva solo 13 pagine relative alle tecniche di coltivazione, ma oltre 100 pagine di revisione tassonomica. Anche se non esplicitamente attribuita, questa versione di 100 pagine è nota per essere stata fornita da Richard Anthony Salisbury. In esso, Salisbury pubblicò per la prima volta molti nomi delle piante che aveva memorizzato da Robert Brown alla presentazione del suo On the Proteaceae of Jussieu alla Linnean Society of London nel primo trimestre del 1809, successivamente pubblicato nel marzo 1810. Knight e Salisbury quindi anticiparono Brown nella stampa rivendicando una priorità per i nomi che Brown aveva creati. Come risultato Salisbury venne accusato di plagio, ostracizzato dai circoli botanici e le sue pubblicazioni vennero ampiamente ignorate durante la sua vita. Anche se i nomi generici di Salisbury sono stati quasi tutti ristornati, molti dei suoi nomi specifici sono stati reintegrati; dal momento che l'autore nominale era Knight, e non Salisbury, Knight è ormai considerato l'autore di un gran numero di specie di Proteaceae.
Quando Hibbert si ritirò in pensione nel 1829, passò la sua collezione di piante a Knight e lo aiutò ad impiantare un vivaio a Kings Road a Chelsea. Egli iniziò la commercializzazione delle piante sotto il nome di Royal Exotic Nursery e, dopo, in società con Thomas Aloysius Perry che aveva sposato sua nipote, come Knight & Perry. Questo vivaio ebbe grande successo e venne venduto diventando una delle famose Veitch Nurseries.
Nel 1820 Knight aveva sposato Mary Lorymer e nel 1831 fece una donazione alla sua vecchia Parish nel Lancashire, Brindle St Joseph's, per la costruzione di una nuova scuola. Questo edificio è ancora in uso a Parish Hall. Qualche tempo dopo la morte di sua moglie, nel 1845, Knight costruì una mansion, Bitham House, ad Avon Dassett, andandovi ad abitare con sua nipote e Perry. Poco prima della sua morte, fece costruire la chiesa cattolica di St Joseph ad Avon Dassett. Questa fu consacrata il 3 luglio 1855, solo 17 giorni prima della sua morte.